# Сезон ФК «Динамо» (Київ) 2011—2012
Сезон «Динамо» (Київ) 2011–2012 — 21-й сезон київського «Динамо» у чемпіонатах України. Єврокубковий сезон «Динамо» розпочало у кваліфікації до Ліги чемпіонів УЄФА 2010–2011, де намагалося потрапити до групової стадії турніру, але у третьому кваліфікаційному раунді зазнало невдачі від російського «Рубіна» і змушене було боротися за Лігу Європи. В цьому турнірі «Динамо» дійшло до групового турніру Ліги Європи УЄФА 2010–2011, де зайняло третє місце і не потрапило у єврокубкову весну. Крім того, клуб посів 2-е місце в чемпіонаті України та виграв суперкубок країни.

## Результати

### Легенда
| Перемога | Нічия | Поразка |

### Суперкубок України
| 5 липня 2011 | «Шахтар» (Донецьк) | 1 – 3    | «Динамо» (Київ)                                           | Полтава                                               |  |
|              | Фернандінью 14'    | Протокол | Олег Гусєв 5' (пен.) Пап Діакате 32' Артем Мілевський 83' | Стадіон: «Ворскла» ім. О. Бутовського Глядачі: 24,750 |  |

### Прем'єр-ліга
| Матч №1 10 липня 2011 | «Динамо» (Київ)     | 1 – 1    | «Металіст» (Харків) | Київ                                                   |  |
|                       | Андрій Шевченко 17' | Протокол | Клейтон Шав'єр 3'   | Стадіон: «Динамо» ім. В. Лобановського Глядачі: 16,000 |  |

| Матч №2 16 липня 2011 | «Олександрія»        | 1 – 3    | «Динамо» (Київ)                          | Олександрія                        |  |
|                       | Андрій Запорожан 71' | Протокол | Андрій Ярмоленко 54' Браун Ідеє 56', 80' | Стадіон: КСК «Ніка» Глядачі: 7,000 |  |

| Матч №3 22 липня 2011 | «Динамо» (Київ)                                         | 4 – 0    | «Оболонь» | Київ                                                   |  |
|                       | Браун Ідеє 68', 86' Євген Хачеріді 77' Олег Гусєв 90+1' | Протокол |           | Стадіон: «Динамо» ім. В. Лобановського Глядачі: 10,628 |  |

| Матч №4 30 липня 2011 | «Металург» (Донецьк) | 0 – 0    | «Динамо» (Київ) | Донецьк                            |  |
|                       |                      | Протокол |                 | Стадіон: «Металург» Глядачі: 3,850 |  |

| Матч №5 7 серпня 2011 | «Динамо» (Київ)                        | 2 – 0    | «Карпати» (Львів) | Київ                                                   |  |
|                       | Андрій Шевченко 34' Огнєн Вукоєвич 55' | Протокол |                   | Стадіон: «Динамо» ім. В. Лобановського Глядачі: 14,200 |  |

| Матч №6 13 серпня 2011 | «Арсенал» (Київ) | 0 – 2    | «Динамо» (Київ)                           | Київ                                                  |  |
|                        |                  | Протокол | Андрій Шевченко 37' (пен.) Браун Ідеє 39' | Стадіон: «Динамо» ім. В. Лобановського Глядачі: 6,300 |  |

| Матч №7 21 серпня 2011 | «Динамо» (Київ)      | 1 – 0    | «Кривбас» | Київ                                                  |  |
|                        | Андрій Ярмоленко 50' | Протокол |           | Стадіон: «Динамо» ім. В. Лобановського Глядачі: 6,300 |  |

| Матч №8 28 серпня 2011 | «Дніпро» (Дніпропетровськ) | 0 – 4    | «Динамо» (Київ)                                                  | Дніпропетровськ                       |  |
|                        |                            | Протокол | Горан Попов 24' Артем Мілевський 25' Андрій Ярмоленко 45+2', 70' | Стадіон: Дніпро-Арена Глядачі: 20,568 |  |

| Матч №9 11 вересня 2011 | «Динамо» (Київ)                                               | 3 – 1    | «Іллічівець»      | Київ                                                  |  |
|                         | Милош Нинкович 14' Андрій Ярмоленко 69' Богдан Бутко 78' (аг) | Протокол | Денис Кожанов 88' | Стадіон: «Динамо» ім. В. Лобановського Глядачі: 9,200 |  |

| Матч №10 18 вересня 2011 | «Чорноморець» (Одеса) | 1 – 2    | «Динамо» (Київ)                                 | Одеса                             |  |
|                          | Андрій Донець 17'     | Протокол | Олександр Алієв 40' (пен.) Андрій Ярмоленко 42' | Стадіон: «Спартак» Глядачі: 4,610 |  |

| Матч №11 24 вересня 2011 | «Динамо» (Київ) | 0 – 0    | «Шахтар» (Донецьк) | Київ                                                   |  |
|                          |                 | Протокол |                    | Стадіон: «Динамо» ім. В. Лобановського Глядачі: 17,000 |  |

| Матч №12 2 жовтня 2011 | «Ворскла» (Полтава)   | 1 – 2    | «Динамо» (Київ)                     | Полтава                                              |  |
|                        | Олег Краснопьоров 36' | Протокол | Браун Ідеє 65' Андрій Ярмоленко 70' | Стадіон: «Ворскла» ім. О. Бутовського Глядачі: 8,350 |  |

| Матч №13 16 жовтня 2011 | «Динамо» (Київ)                          | 2 – 1    | «Волинь» (Луцьк) | Київ                                                  |  |
|                         | Андрій Шевченко 13' Артем Мілевський 24' | Протокол | Шумахер 27'      | Стадіон: «Динамо» ім. В. Лобановського Глядачі: 7,200 |  |

| Матч №14 23 жовтня 2011 | «Динамо» (Київ)                                                                                         | 6 – 1    | «Зоря» (Луганськ)    | Київ                                                  |  |
|                         | Олег Гусєв 12' Артем Мілевський 16' Олександр Алієв 26' Карлос Корреа 58' Дуду 61' Андрій Ярмоленко 76' | Протокол | Максим Іг. Білий 89' | Стадіон: «Динамо» ім. В. Лобановського Глядачі: 4,653 |  |

| Матч №15 30 жовтня 2011 | «Таврія» (Сімферополь) | 0 – 0    | «Динамо» (Київ) | Сімферополь                          |  |
|                         |                        | Протокол |                 | Стадіон: «Локомотив» Глядачі: 12,000 |  |

| Матч №16 6 листопада 2011 | «Металіст» (Харків) | 1 – 2    | «Динамо» (Київ)    | Харків                                  |  |
|                           | Марко Девич 76'     | Протокол | Браун Ідеє 8', 35' | Стадіон: ОСК «Металіст» Глядачі: 37,803 |  |

| Матч №17 20 листопада 2011 | «Динамо» (Київ)                                                    | 4 – 0    | «Олександрія» | Київ                                                  |  |
|                            | Браун Ідеє 4' Андрій Ярмоленко 45+1' 83' Дмитро Назаренко 57' (аг) | Протокол |               | Стадіон: «Динамо» ім. В. Лобановського Глядачі: 3,890 |  |

| Матч №18 26 листопада 2011 | «Оболонь» | 0 – 1    | «Динамо» (Київ)      | Київ                                  |  |
|                            |           | Протокол | Андрій Ярмоленко 19' | Стадіон: Оболонь-Арена Глядачі: 5,100 |  |

| Матч №19 5 грудня 2011 | «Динамо» (Київ)    | 1 – 0    | «Металург» (Донецьк) | Київ                                                   |  |
|                        | Огнєн Вукоєвич 89' | Протокол |                      | Стадіон: «Динамо» ім. В. Лобановського Глядачі: 12,800 |  |

| Матч №20 10 грудня 2011 | «Карпати» (Львів) | 0 – 1    | «Динамо» (Київ) | Львів                                |  |
|                         |                   | Протокол | Браун Ідеє 88'  | Стадіон: Арена Львів Глядачі: 32,600 |  |

| Матч №21 3 березня 2012 | «Динамо» (Київ)     | 1 – 0    | «Арсенал» (Київ) | Київ                                        |  |
|                         | Олександр Алієв 65' | Протокол |                  | Стадіон: НСК «Олімпійський» Глядачі: 51,258 |  |

| Матч №22 11 березня 2012 | «Кривбас» | 0 – 3    | «Динамо» (Київ)                                        | Кривий Ріг                         |  |
|                          |           | Протокол | Андрій Ярмоленко 5' Олег Гусєв 10' Адмір Мехмеді 90+8' | Стадіон: «Металург» Глядачі: 7,500 |  |

| Матч №23 18 березня 2012 | «Динамо» (Київ)                          | 2 – 0    | «Дніпро» (Дніпропетровськ) | Київ                                        |  |
|                          | Олександр Алієв 67' Артем Мілевський 83' | Протокол |                            | Стадіон: НСК «Олімпійський» Глядачі: 68,014 |  |

| Матч №24 25 березня 2012 | «Іллічівець» | 0 – 1 | «Динамо» (Київ) | Маріуполь                             |  |
|                          |              |       | Браун Ідеє 38'  | Стадіон: «Іллічівець» Глядачі: 11,000 |  |

| Матч №25 1 квітня 2012 | «Динамо» (Київ)                                     | 3 – 1    | «Чорноморець» (Одеса) | Київ                                        |  |
|                        | Браун Ідеє 27' Денис Гармаш 41' Олександр Алієв 69' | Протокол | Лео Матос 74'         | Стадіон: НСК «Олімпійський» Глядачі: 42,327 |  |

| Матч №26 7 квітня 2012 | «Шахтар» (Донецьк)                       | 2 – 0    | «Динамо» (Київ) | Донецьк                               |  |
|                        | Алекс Тейшейра 56' Ярослав Ракицький 81' | Протокол |                 | Стадіон: Донбас-Арена Глядачі: 52,207 |  |

| Матч №27 13 квітня 2012 | «Динамо» (Київ)                                              | 3 – 0    | «Ворскла» (Полтава) | Київ                                        |  |
|                         | Артем Мілевський 45+2' Карлос Корреа 49' Андрій Шевченко 63' | Протокол |                     | Стадіон: НСК «Олімпійський» Глядачі: 28,480 |  |

| Матч №28 20 квітня 2012 | «Волинь» (Луцьк) | 0 – 1    | «Динамо» (Київ)       | Луцьк                               |  |
|                         |                  | Протокол | Андрій Шевченко 45+3' | Стадіон: «Авангард» Глядачі: 11,000 |  |

| Матч №29 2 травня 2012 | «Зоря» (Луганськ) | 0 – 0    | «Динамо» (Київ) | Луганськ                            |  |
|                        |                   | Протокол |                 | Стадіон: «Авангард» Глядачі: 19,800 |  |

| Матч №30 10 травня 2012 | «Динамо» (Київ)      | 1 – 1    | «Таврія» (Сімферополь) | Київ                                        |  |
|                         | Артем Мілевський 25' | Протокол | Марин Любичич 16'      | Стадіон: НСК «Олімпійський» Глядачі: 25,540 |  |

### Кубок України
| 1/16 фіналу 21 вересня 2011 | «Кремінь»                              | 2 – 3    | «Динамо» (Київ)                             | Кременчук                               |  |
|                             | Віталій Сумцов 60' Микита Вовченко 80' | Протокол | Сергій Рибалка 14' Фанендо Аді 15' Дуду 46' | Стадіон: «Кремінь-Арена» Глядачі: 2,200 |  |

| 1/8 фіналу 26 жовтня 2011 | «Динамо» (Київ)                             | 2 – 3    | «Шахтар» (Донецьк)                 | Київ                                                   |  |
|                           | Андрій Ярмоленко 41' Артем Мілевський 90+4' | Протокол | Едуардо 9', 88' Алекс Тейшейра 31' | Стадіон: «Динамо» ім. В. Лобановського Глядачі: 16,000 |  |

### Ліга Чемпіонів
| 3 кваліфай-раунд 26 липня 2011 | «Динамо» (Київ) | 0 — 2    | «Рубін» (Казань)                       | Київ                                                   |  |
|                                |                 | Протокол | Алан Касаєв 6' Бібрас Натхо 68' (пен.) | Стадіон: «Динамо» ім. В. Лобановського Глядачі: 16,430 |  |

| 3 кваліфай-раунд 3 серпня 2011 | «Рубін» (Казань)                         | 2 — 1    | «Динамо» (Київ)  | Казань                                 |  |
|                                | Володимир Дядюн 19' Олексій Медведєв 88' | Протокол | Олег Гусєв 90+2' | Стадіон: «Центральний» Глядачі: 19,820 |  |

«Динамо» вилетіло з турніру, поступившись з сумарним рахунком 4-1.

### Ліга Європи

#### Раунд Плей-оф
| 1-ий матч 18 серпня 2011 | «Літекс»        | 1 — 2    | «Динамо» (Київ)                         | Ловеч                           |  |
|                          | Хрісто Янев 13' | Протокол | Милош Нинкович 7' (пен.) Браун Ідеє 77' | Стадіон: «Ловеч» Глядачі: 5,862 |  |

| 2-ий матч 25 серпня 2011 | «Динамо» (Київ)      | 1 — 0    | «Літекс» | Київ                                                  |  |
|                          | Артем Мілевський 74' | Протокол |          | Стадіон: «Динамо» ім. В. Лобановського Глядачі: 8,100 |  |

«Динамо» вийшло у груповий раунд, перемігши з загальним рахунком 3-1.

#### Груповий раунд
| Матч №1 15 вересня 2011 | «Динамо» (Київ)      | 1 — 1    | «Сток Сіті»        | Київ                                                   |  |
|                         | Огнєн Вукоєвич 90+1' | Протокол | Кемерон Джером 55' | Стадіон: «Динамо» ім. В. Лобановського Глядачі: 14,500 |  |

| Матч №2 29 вересня 2011 | «Маккабі» (Тель-Авів) | 1 — 1    | «Динамо» (Київ) | Тель-Авів                           |  |
|                         | Дор Міха 44'          | Протокол | Браун Ідеє 9'   | Стадіон: «Блумфілд» Глядачі: 13,835 |  |

| Матч №3 20 жовтня 2011 | «Динамо» (Київ)    | 1 — 0    | «Бешикташ» | Київ                                                   |  |
|                        | Денис Гармаш 90+4' | Протокол |            | Стадіон: «Динамо» ім. В. Лобановського Глядачі: 13,500 |  |

| Матч №4 3 листопада 2011 | «Бешикташ»         | 1 — 0    | «Динамо» (Київ) | Стамбул                          |  |
|                          | Егемен Коркмаз 55' | Протокол |                 | Стадіон: «Іненю» Глядачі: 24,183 |  |

| Матч №5 1 грудня 2011 | «Сток Сіті»       | 1 — 1    | «Динамо» (Київ)      | Сток-он-Трент                       |  |
|                       | Кенвайн Джонс 81' | Протокол | Метью Апсон 27' (аг) | Стадіон: «Британія» Глядачі: 23,774 |  |

| Матч №6 14 грудня 2011 | «Динамо» (Київ)                         | 3 — 3    | «Маккабі» (Тель-Авів)                           | Київ                                                  |  |
|                        | Ширан Єіні 12' (аг) Олег Гусєв 17', 80' | Протокол | Омер Веред 50' Еліран Атар 62' Моанес Дабур 75' | Стадіон: «Динамо» ім. В. Лобановського Глядачі: 3,850 |  |

## Склад
| №  | Позиція | Ім'я                  | Ліга  | Ліга  | Кубок | Кубок | Єврокубок | Єврокубок | Суперкубок | Суперкубок | Загалом | Загалом |
| №  | Позиція | Ім'я                  | Ігор  | Голів | Ігор  | Голів | Ігор      | Голів     | Ігор       | Голів      | Ігор    | Голів   |
| -- | ------- | --------------------- | ----- | ----- | ----- | ----- | --------- | --------- | ---------- | ---------- | ------- | ------- |
| 1  | ВР      | Олександр Шовковський | 24    | 0     | 1     | 0     | 9         | 0         | 1          | 0          | 35      | 0       |
| 2  | ЗХ      | Даніло Сілва          | 24(2) | 0     | 1     | 0     | 9         | 0         | 1          | 0          | 35(2)   | 0       |
| 3  | ЗХ      | Бетао                 | 22(1) | 0     | 1     | 0     | 8         | 0         | 0          | 0          | 31(1)   | 0       |
| 5  | ПЗ      | Огнен Вукоєвич        | 23(2) | 2     | 1     | 0     | 9         | 1         | 1          | 0          | 34(2)   | 3       |
| 6  | ЗХ      | Горан Попов           | 15    | 1     | 1     | 0     | 5(1)      | 0         | 1          | 0          | 22(1)   | 1       |
| 7  | НП      | Андрій Шевченко       | 10(4) | 6     | 1     | 0     | 4(1)      | 0         | 0          | 0          | 15(4)   | 6       |
| 8  | ПЗ      | Олександр Алієв       | 17(9) | 5     | 0(1)  | 0     | 5(3)      | 0         | 0(1)       | 0          | 21(14)  | 5       |
| 9  | ПЗ      | Андрій Ярмоленко      | 23(2) | 11    | 1     | 1     | 10        | 0         | 1          | 0          | 37(2)   | 13      |
| 10 | НП      | Артем Мілевський      | 14(2) | 5     | 1(1)  | 1     | 6(2)      | 1         | 1          | 1          | 22(5)   | 8       |
| 11 | НП      | Браун Ідеє            | 24(1) | 11    | 1     | 0     | 8(2)      | 2         | 0          | 0          | 33(3)   | 13      |
| 13 | ПЗ      | Адмір Мехмеді         | 5(2)  | 1     | 0     | 0     | 0         | 0         | 0          | 0          | 5(2)    | 1       |
| 14 | ПЗ      | Сергій Рибалка        | 0(2)  | 0     | 1     | 1     | 0         | 0         | 0          | 0          | 1(2)    | 1       |
| 15 | ЗХ      | Пап Діакате           | 6     | 0     | 0     | 0     | 2         | 0         | 1          | 1          | 9       | 1       |
| 17 | ЗХ      | Тарас Михалик         | 7(1)  | 0     | 1     | 0     | 1         | 0         | 0          | 0          | 9(1)    | 0       |
| 18 | ПЗ      | Факундо Бертольо      | 0     | 0     | 0     | 0     | 0         | 0         | 0          | 0          | 0       | 0       |
| 19 | ПЗ      | Денис Гармаш          | 12(9) | 1     | 2     | 0     | 5(3)      | 1         | 0(1)       | 0          | 19(13)  | 2       |
| 20 | ПЗ      | Олег Гусєв            | 19(2) | 3     | 2     | 0     | 5(1)      | 3         | 1          | 1          | 27(3)   | 7       |
| 21 | ПЗ      | Жерсон Маграо         | 0     | 0     | 0     | 0     | 0         | 0         | 0          | 0          | 0       | 0       |
| 22 | НП      | Артем Кравець         | 0     | 0     | 0     | 0     | 0         | 0         | 0          | 0          | 0       | 0       |
| 23 | ПЗ      | Роман Єременко        | 6     | 0     | 0     | 0     | 4         | 0         | 1          | 0          | 11      | 0       |
| 24 | НП      | Фанендо Аді           | 0(3)  | 0     | 1     | 1     | 0         | 0         | 0          | 0          | 1(3)    | 1       |
| 25 | ПЗ      | Лукман Аруна          | 10(3) | 0     | 1     | 0     | 3(4)      | 0         | 1          | 0          | 15(7)   | 0       |
| 27 | НП      | Андрес Ескобар        | 0     | 0     | 1     | 0     | 0         | 0         | 0          | 0          | 1       | 0       |
| 29 | ПЗ      | Віталій Буяльський    | 0     | 0     | 1     | 0     | 0         | 0         | 0          | 0          | 1       | 0       |
| 30 | ЗХ      | Бадр Ель-Каддурі      | 1(2)  | 0     | 0     | 0     | 1         | 0         | 0(1)       | 0          | 2(3)    | 0       |
| 31 | ВР      | Станіслав Богуш       | 0     | 0     | 0     | 0     | 0         | 0         | 0          | 0          | 0       | 0       |
| 34 | ЗХ      | Євген Хачеріді        | 15(3) | 1     | 0     | 0     | 5         | 0         | 0          | 0          | 20(3)   | 1       |
| 35 | ВР      | Максим Коваль         | 4(2)  | 0     | 1     | 0     | 1         | 0         | 0          | 0          | 6(2)    | 0       |
| 36 | ПЗ      | Милош Нинкович        | 6(9)  | 1     | 0     | 0     | 3(3)      | 1         | 0          | 0          | 9(12)   | 2       |
| 37 | ЗХ      | Аїла Юссуф            | 9(2)  | 0     | 1     | 0     | 7         | 0         | 1          | 0          | 18(2)   | 0       |
| 44 | ЗХ      | Леандро Алмейда       | 8(2)  | 0     | 0     | 0     | 1(1)      | 0         | 0          | 0          | 9(3)    | 0       |
| 45 | ПЗ      | Владислав Калитвинцев | 0(1)  | 0     | 1     | 0     | 0         | 0         | 0          | 0          | 1(1)    | 0       |
| 74 | ВР      | Артем Кичак           | 1     | 0     | 0     | 0     | 0         | 0         | 0          | 0          | 1       | 0       |
| 77 | ПЗ      | Карлос Корреа         | 3(8)  | 2     | 1     | 0     | 2         | 0         | 0          | 0          | 6(8)    | 2       |
| 99 | ПЗ      | Дуду                  | 1(3)  | 1     | 1     | 1     | 0(1)      | 0         | 0          | 0          | 2(4)    | 2       |

## 100 матчів
Список гравців київського «Динамо», які провели в чемпіонатах України і СРСР найбільше ігор:
- Олег Блохін - 432
- Олександр Шовковський - 368
- Анатолій Дем'яненко - 347
- Володимир Веремєєв - 310
- Василь Турянчик - 308
- Леонід Буряк - 305
- Володимир Мунтян - 302
- Віктор Серебрянников - 299
- Вадим Соснихін - 291
- Володимир Безсонов - 277
- Євген Рудаков - 258
- Владислав Ващук - 255
- Олег Лужний - 253
- Андрій Біба - 246
- Йожеф Сабо - 246
- Сергій Балтача - 245
- Федір Медвідь - 243
- Сергій Ребров - 242
- Андрій Баль - 240
- Андрій Несмачний - 228
- Вадим Євтушенко - 225
- Володимир Лозинський - 225
- Валентин Белькевич - 224
- Віктор Колотов - 218
- Віталій Хмельницький - 217
- Павло Віньковатий - 215[1]
- Анатолій Пузач - 215
- Максим Шацьких - 215
- Сергій Шматоваленко - 213
- Володимир Щегольков - 211
- Володимир Трошкін - 206
- Олег Макаров - 205
- Віктор Чанов - 202
- Стефан Решко - 200

- Віктор Каневський - 195
- Анатолій Коньков - 193
- Олег Гусєв - 191
- Віктор Матвієнко - 188
- Олександр Головко - 186
- Василь Рац - 185
- Юрій Дмитрулін - 184
- Абрам Лерман - 182
- Олег Кузнецов - 181
- Юрій Войнов - 174
- Михайло Фоменко - 173
- Андрій Шевченко - 172
- Андрій Гусін - 170
- Володимир Левченко - 170
- Михайло Коман - 169
- Тіберіу Гіоане - 168
- Віталій Голубєв - 168
- Артем Мілевський - 168
- Олег Базилевич - 162
- Павло Яковенко - 161
- Микола Махиня - 160[1]
- Віктор Банніков - 151
- Валерій Лобановський - 144
- Анатолій Зубрицький - 141
- Анатолій Бишовець - 139
- Олексій Михайличенко - 137
- Горан Гавранчич - 136
- Олександр Заваров - 136
- Леонід Островський - 135
- Олександр Хапсаліс - 135
- Олександр Хацкевич - 135
- Дмитро Михайленко - 132
- Віталій Косовський - 131
- Георгій Пономарьов - 131
- Флорін Чернат - 130
- Діого Рінкон - 129
- Сергій Журавльов - 127
- Бадр Ель-Каддурі - 123
- Володимир Онищенко-ІІ - 123
- Ернест Юст - 123
- Ігор Бєланов - 121
- Павло Шкапенко - 121
- Віктор Фомін - 120
- Аїла Юссуф - 118
- Володимир Єрохін - 117
- Сергій Ковалець - 117
- Тиберій Попович - 116
- Сергій Федоров - 114
- Огнєн Вукоєвич - 111
- Федір Дашков - 111
- Віктор Хлус - 111
- Тарас Михалик - 108
- Михайло Михалина - 108
- Анатолій Сучков - 108
- Іван Яремчук - 107
- Мілош Нінкович - 104
- Михайло Михайлов - 101